# 飯田慶三
飯田 慶三（いいだ けいぞう、1900年（明治33年）4月13日 - 1993年（平成5年）11月18日）は、日本の実業家。髙島屋社長・会長を務めた。京都府京都市出身。

## 来歴・人物
髙島屋副社長を務めた飯田忠三郎の次男として生まれる。
1926年に慶應義塾大学法学部卒業後、高島屋へ入社。大阪支店長、常務、専務を経て、飯田直次郎社長の急逝に伴い、1952年2月に創業者一族3代目の社長に就任。横浜、ニューヨークへ出店するなど多店舗化を進め、トップマネジメントの強化を図り、組織を合理的に改革し、人事を刷新して新しい時代に即応する近代的な経営管理方法を推進した。1960年に会長に退き、新社長には飯田直次郎の長男である飯田新一が就任した。
日本百貨店協会会長を1954年から2年間務めたほか、朝日放送取締役などを務めた。1971年勲二等瑞宝章を受章。